# Johann Albrecht Bengel
Johann Albrecht Bengel (født 24. juni 1687, død 2. november 1752) var en württembergsk teolog og præstesøn.
Bengel studerede i Tübingen, foretog en rejse for at studere det lærde skolevæsen og blev 1713 lærer ved klosterskolen Denkendorf.
Bengel var en udmærket lærer, der i lige grad forstod at påvirke moralsk og intellektuelt. Han udgav nogle latinske skolebøger; men betydningsfuldest blev hans kritiske udgave af det Nye Testamente og hans fortolkning af samme (Gnomon).
Læren om tusindårsriget, hvis frembrud han satte til 1836, har ved ham fået borgerret i teologien, efter at pietismen havde bragt den frem for menighedens bevidsthed.
Som württembergsk prælat og konsistorialråd udvirkede Bengel, at der blev taget forstandig på pietisterne; det er væsentlig hans fortjeneste, at den württembergske pietisme har holdt sig lige til seneste tid.